# Moon-sur-Elle
 Moon-sur-Elle  es una población y comuna francesa, situada en la región de Baja Normandía, departamento de Mancha, en el distrito de Saint-Lô y cantón de Saint-Clair-sur-l'Elle.

## Demografía
| 900 | 765 | 665 | 579 | 792 | 818 |
| Para los censos de 1962 a 1999 la población legal corresponde a la población sin duplicidades (Fuente: INSEE [Consultar]) |     |     |     |     |     |